# کوودنگتسا دولنا
کوودنگتسا دولنا (به لهستانی:  Kłodnica Dolna) یک روستا در لهستان است که در گمینا بوژخوو واقع شده‌است.